# Биксерол (Златна обала)
Биксерол (фр. Buxerolles) насеље је и општина у источном делу централне Француске у региону Бургоња, у департману Златна обала која припада префектури Монбар.
По подацима из 2011. године у општини је живело 24 становника, а густина насељености је износила 2,01 становника/km². Општина се простире на површини од 11,97 km². Налази се на средњој надморској висини од 374 метара (максималној 444 m, а минималној 324 m).

## Демографија
| 1962. | 1968. | 1975. | 1982. | 1990. | 1999. | 2011. |
| ----- | ----- | ----- | ----- | ----- | ----- | ----- |
| 36    | 57    | 32    | 34    | 39    | 37    | 24    |

График промене броја становника у току последњих година